# サウスポートランド (メイン州)
サウスポートランド（英: South Portland）は、アメリカ合衆国メイン州のカンバーランド郡にある都市。人口は2万6498人（2020年）。ポートランド港に接し、機能的なウォーターフロントで知られ、ポートランドのスカイラインやカスコ湾の島を見渡せる。サウスポートランドは空、海、陸の交通手段へのアクセスが良いため、小売業と製造業の地域中心となってきた。
サウスポートランドは、ポートランド都市圏に含まれる。

## 歴史

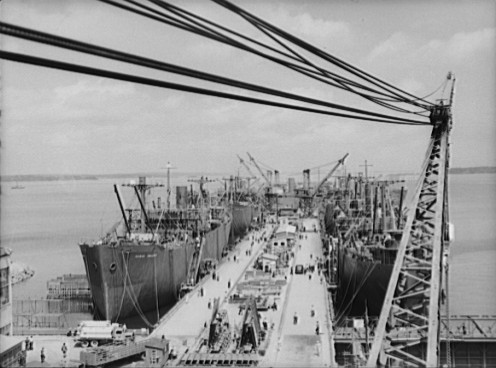
建造中のリバティ船、1942年8月

サウスポートランドは1630年に先ず開拓され、多くの農場がある小さな住居社会になっていった。1895年3月15日、公共上水源についての意見の食い違いに基づき、ケイプ・エリザベスと袂を分かって町として自治体化された。3年後に市制が布かれ、上水はポートランドと同様、シベーゴ湖から得られることとなり、ケイプ・エリザベスは井戸あるいは地元の水源を使うことになった。
1940年、トッド・バス鉄造船会社（後に「イーストヤード」と呼ばれた）が設立されて、イギリス向け貨物船を建造した。アメリカ合衆国が第二次世界大戦に参入したとき、この造船所はサウスポートランド造船会社（別名「ウェストヤード」）を含むように拡張され、後に合併してニューイングランド造船会社となった。これらの造船所は長さ440フィート (134 m) のリバティ船236隻を建造した。これは戦時に建造されたリバティ船の10％以上に相当した。その最盛期には3万人以上を雇用していたが、その中には従軍していなくなった男性を補うために採用された数千人の女性も含まれていた。1945年に終戦を迎えた後、造船所は次第に操業を止めていった。造船所の跡は今も残っており、バグ・ライト公園には造船所と労働者の記念碑がある。この公園には「バグ・ライト」と一般に呼ばれたポートランド防波堤灯台もある。
サウスポートランドのウォーターフロントにはポートランド港を守るために1808年に建設された軍事基地であるプレブル砦がある。南北戦争、第一次世界大戦および第二次世界大戦などアメリカの関わった紛争時に運営された。プレブル砦の近くにはスプリング・ポイント・レッジ灯台があり、危険な岩礁を示すために1897年に連邦政府が建てたものである。
最近の数十年間で、サウスポートランドはメイン州の小売業中心になってきた。1950年代に建設されたミル・クリーク・ショッピングセンターはメイン州で最初のショッピング・センターだった。一つの長い屋根の下に1列の商店街と覆いのある歩道があった。ミル・クリーク・ショッピングセンターはその後大きく変化して成長したが、最初のレイアウトが現在も店舗群の核になっている。ウォーターフロント・マーケットと呼ばれるミル・クリークの地域はカスコ湾橋の袂にあり、スカボロー、ケイプ・エリザベスおよびポートランドからの買い物客を惹き付けている。
ポートランドの中心街が成長する小売り市場を吸収できなかったので、1960年代のメイン州では大きなモールの需要があった。モールを建設する場所としてサウスポートランドの元はブタ農場だった所が選ばれた。そこは州間高速道路95号線に近く、ポートランドからも至便だった。1960年代遅くにメイン・モールの建設が始まったことで、サウスポートランド西部の大きな変身が始まった。田園の農場の風景が今日ある大きな小売業の中心に変わった。
サウスポートランド最古の地区で、その元「小売り回廊」はフェリー・ビレッジである。カスコ湾橋（あるいはその先代のミリオン・ドラー橋）ができる前は、渡し船がポートランド港を行き来して乗客や貨物を運んでいた。フェリー・ビレッジの景色や住人の体質は第二次世界大戦時造船所の閉鎖で永久に変えられた。ビレッジは緩りと立ち直り、市内の住宅地区として人気のある場所になっている。
フェリー・ビレッジには南メインで最も活動的で関与の強い町内会の一つがある。フェリー・ビレッジ地区保存協会は1985年に結成され1980年代の開発ブームに乗って、ウォーターフロントとポートランド大都市圏の多くの地区の性格を急速に変えた。 フェリー・ビレッジ地区保存協会は サウスポートランド土地信託結成を推進し、また利用可能な空間を獲得するための元手を供給する市営土地銀行を作った。

## 政府と政治
サウスポートランド市は市政委員会・シティマネジャー方式を採っている。
市政委員会は市民に選ばれた7人の委員で構成されている。市内5つの選挙区から選ばれた5人と全市から選ばれた2人である。市民は有権者登録している地区だけでなく5選挙区全ての候補者に投票できる。
市政委員会が市長1人を選出するが、これは主に儀礼上の肩書きである。市長は市政委員会の議長を務める。
市政委員会は政策を作り、条例を可決し、予算割り当てを議決し、市の全体ビジョンを策定する。
市政委員会は日常の市政運営を監督し、委員会が決めた政策を実行するためにシティマネジャーを指名する。シティマネジャーは市の雇員であり、その義務と責任を規定する契約を結ぶ。理想上シティマネジャーは非政党であると考えられている。

### 市長の投げ掛けた論争
2007年12月、当時の市長であるジェイムズ・ソウルがその就任演説で、サウスポートランドは南メインの他の部分と共にメイン州から脱退して新しい州を創設すると提案したことで、メイン州だけでなく全国紙の見出しを飾った。ソウルはメイン州政府を「圧政的な政治体制」と呼び、サウスポートランドは南メインの他の都市や町と共に、受け取っている教育資金以上の税金を州に納めていると言った。「サウスポートランドがメイン州を必要としているよりも、メイン州がサウスポートランドを必要としている」とソウルは主張した。
ソウルの提案は州議会やバルダッチ知事から酷評され、知事の広報担当官はそれを「愚かで」「非生産的」だと言った。
この提案は支持を得られず、ソウルは追求しなかった。ソウルは2008年の市長選挙で再選を求めたが、6票対1票の大差でトマス・ブレイクに敗れた。ソウルが自分に投票した1票だけだった。

## 地理
サウスポートランドは北緯43度37分54秒 西経70度16分22秒 / 北緯43.63167度 西経70.27278度に位置する。ケイプ・エリザベス、ポートランド、スカボローおよびウェストブルックと境を接する。
アメリカ合衆国国勢調査局による報告では、サウスポートランドの市域全面積は14.3平方マイル (37.0 km2)、このうち陸地が12.0平方マイル (31.1 km2) であり、水域は2.3平方マイル (6.0 km2)、水域率は16.15%である。

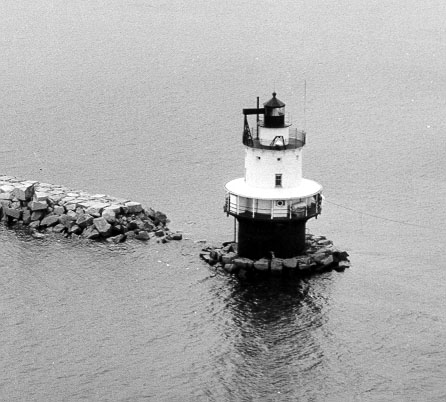
建設中のスプリング・ポイント・レッジ灯台、1951年

### ビレッジと地区
以下のリストの太字はビレッジ、斜体字は地区である。
- フェリー・ビレッジ
  - クッシングス・ポイント

- ナイトビル
  - ミル・クリーク

- リゴニア

- プレザントデイル
  - ハイランド・アベニュー / スタンウッド・パーク

- スカンクヒル
  - ブリックヒル
  - キャッシュコーナー
  - カントリーガーデンズ
  - メイン・モール
  - メドウブルック
  - レッドバンク
  - サンセット・パーク
  - ソーントン・ハイツ

- タウンハウス・コーナー
  - サウスポートランド・ハイツ

- ウィラード
  - ラベッツ・フィールド
  - ミーティングハウス・ヒル
  - ウィラード・ビーチ

## 人口動態

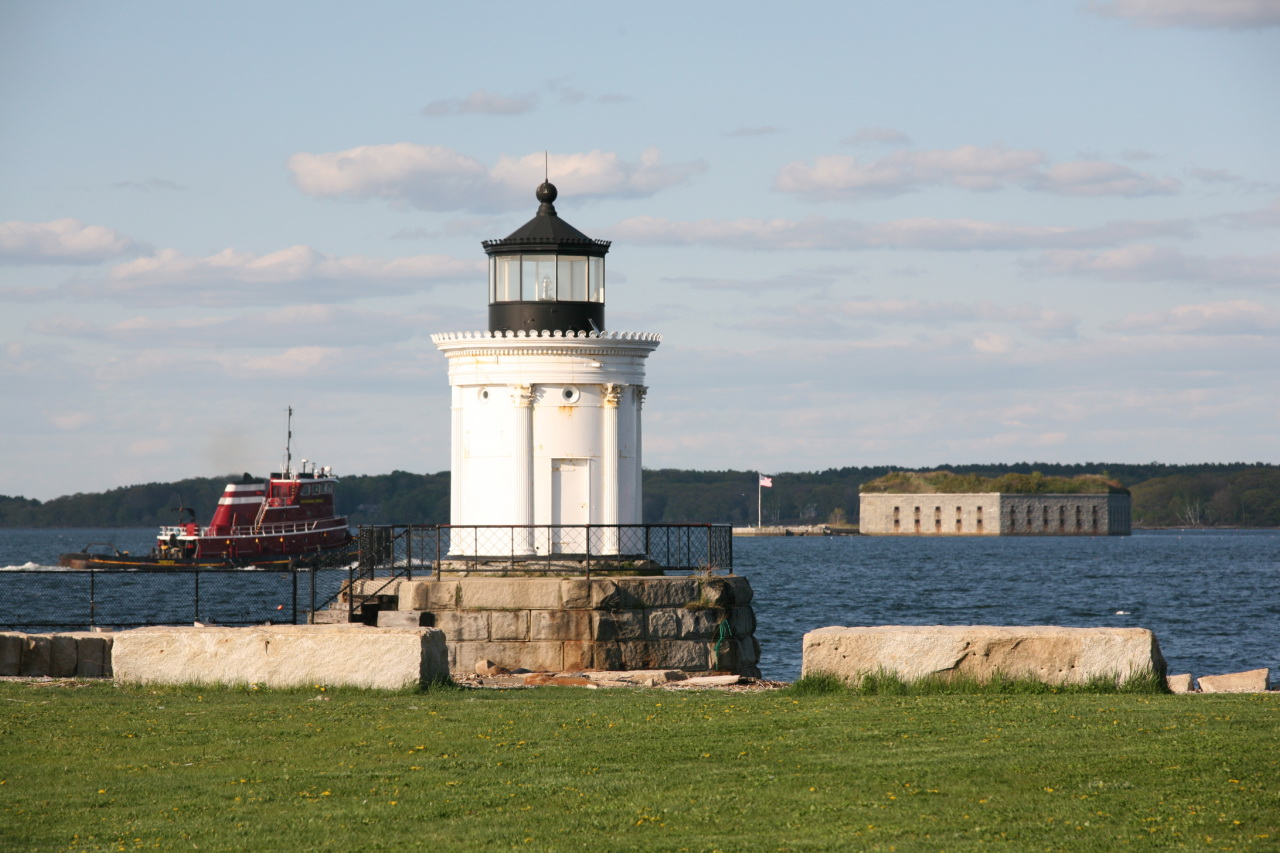
バグ・ライト

以下は2006年の国勢調査推計による人口統計データである。
| 基礎データ - 人口: 23,324人 - 世帯数: 10,047世帯 - 家族数: 6,038家族 - 人口密度: 751.1人/km2（1,944.7人/mi2） - 住居数: 10,349軒 - 住居密度: 333.3軒/km2（862.9軒/mi2） 人種別人口構成 - 白人: 95.80% - アフリカン・アメリカン: 0.63% - ネイティブ・アメリカン: 0.33% - アジア人:1.59% - 太平洋諸島系: 0.03% - その他の人種: 0.31% - 混血: 1.31% - ヒスパニック・ラテン系: 1.13% 年齢別人口構成 - 18歳未満: 22.3% - 18-24歳: 7.7% - 25-44歳: 32.2% - 45-64歳: 23.1% - 65歳以上: 14.6% - 年齢の中央値: 38歳 - 性比（女性100人あたり男性の人口） - 総人口: 89.5 - 18歳以上: 84.3 | 世帯と家族（対世帯数） - 18歳未満の子供がいる: 27.6% - 結婚・同居している夫婦: 45.1% - 未婚・離婚・死別女性が世帯主: 11.4% - 非家族世帯: 39.9% - 単身世帯: 30.7% - 65歳以上の老人1人暮らし: 12.4% - 平均構成人数 - 世帯: 2.27人 - 家族: 2.85人 収入と家計 - 収入の中央値 - 世帯: 42,770米ドル - 家族: 52,833米ドル - 性別 - 男性: 32,256米ドル - 女性: 28,630米ドル - 人口1人あたり収入: 22,781米ドル - 貧困線以下 - 対人口: 6.7% - 対家族数: 4.9% - 18歳未満: 7.5% - 65歳以上: 7.2% |

## 経済

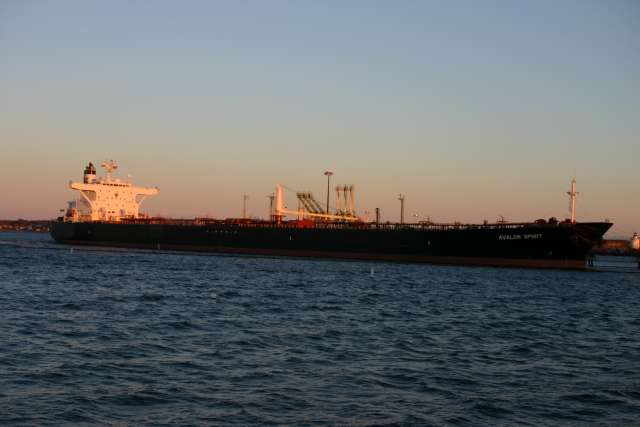
ポートランドのパイプラインに石油を供給する石油タンカー

サウスポートランド市は郊外と考えられているが、実用的なウォーターフロントと大規模な小売業中心で表されている多様な経済である。
毎年数百万バーレルの石油がサウスポートランドで荷揚げされるポートランド・モントリオール・パイプラインがあり、ポートランド港に入る内陸向け貨物の大半を占めている。
ニューイングランド最大の鉄道駅であるリグビー駅は1922年にポートランド・ターミナル会社が建設し、現在も使用され、パンナム鉄道の一部となっている。
サウスポートランド市には技術系会社であるフェアチャイルドセミコンダクターの製造設備と世界本社がある。またナショナル セミコンダクターの製造設備もある。
メイン・モールは州内最大かつ最も繁盛するモールであり、毎年多くの買い物客を惹き付けている。
メイン州最大の空港、ポートランド国際ジェットポートの主滑走路はサウスポートランド市域に入っている。旅客ターミナルはポートランド市内に入っている。

## 見どころ
サウスポートランドには多くの公園や空間がある。その中でも歴史あるグリーンベルト歩道は幾つかの地区を横切り、港が見える3マイル (5 km) の舗装道路である。ミル・クリーク公園はサウスポートランド中心街にあり、美しい景色の池、橋およびバラ園がある。この公園ではサマーコンサート、アート・イン・ザ・パーク、休日の樹木ライトアップおよび冬季のアイススケートなど幾つかの行事が開催される。その他に新しいレクリエーション施設であるウェインライト・ファーム、40エーカー (160,000 km2) の森と2つの池があるヒンクリー公園がある。市のウォーターフロントにはレクリエーション用マリーナが幾つかあり、この地域では最後の無料海岸であるウィラード・ビーチもある。

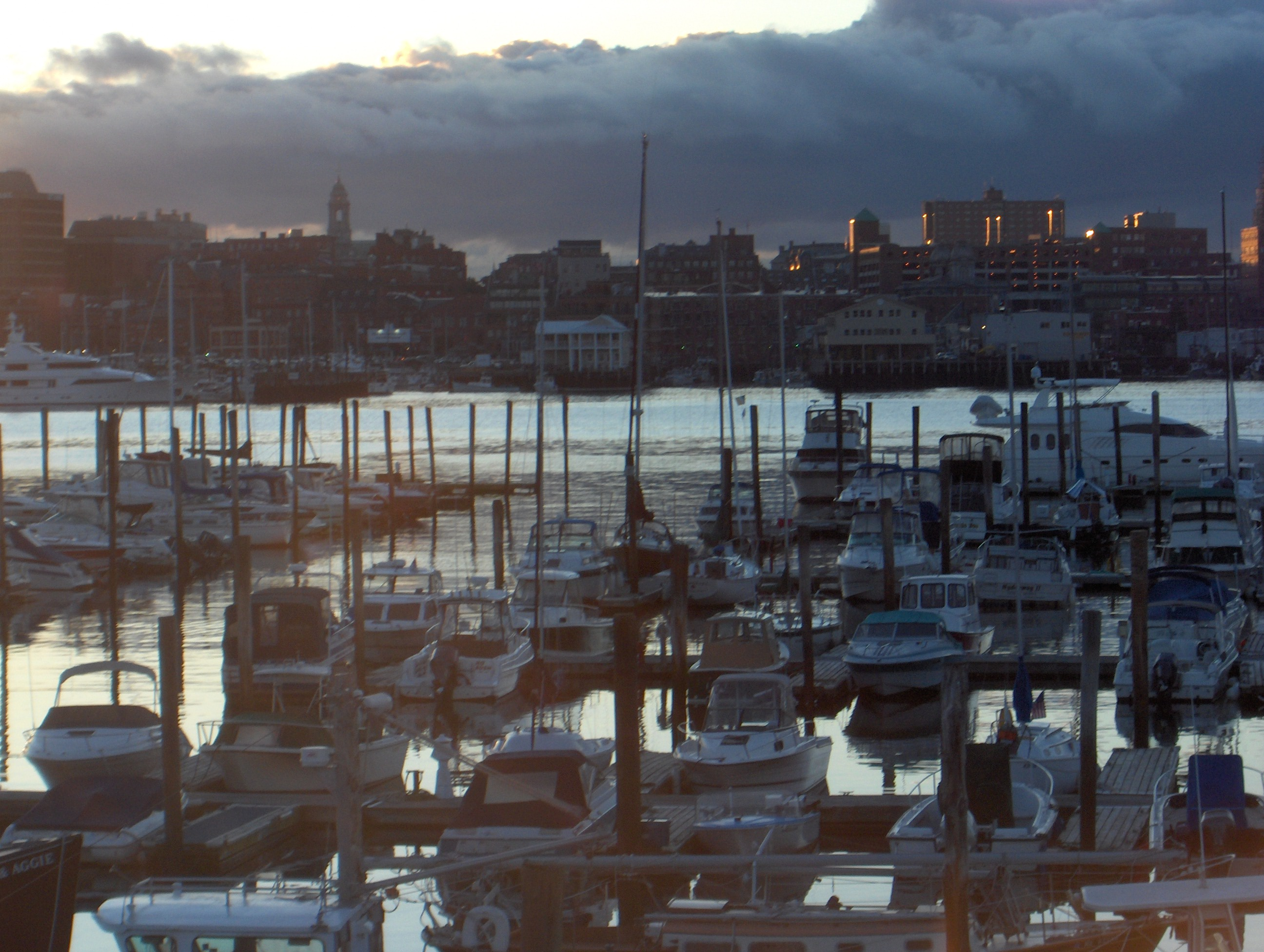
サウスポートランドのマリーナ、ポートランド市を望む

その他の見どころは以下の通り。
- プレブル砦
- リリック・ミュージック劇場
- メイン・モール
- ポートランド防波堤灯台
- ショアウェイ樹木園
- サザンメイン・コミュニティ・カレッジ
- スプリング・ポイント・レッジ灯台
- ポートランド港博物館
- サウスポートランド歴史協会

## 著名な住人
- ロバート・G・アルビオン、著作家、歴史家、カレッジ教授
- ラリー・ブリス、州上院議員
- ブレット・ブラウン、プロ・バスケットボールのコーチ
- ピーター・バック、レストランチェーンのサブウェイ共同設立者
- クラーク・カンフィールド、ジャーナリスト、著作家
- フランク・M・コフィン、判事、州下院議員
- ロバート・クローリー、テレビ番組Survivor: Gabonの勝者
- サイモン・M・ハムリン、下院議員
- テリー・モリソン、州下院議員
- ジェイムズ・C・オリバー、下院議員
- ビル・スウィフト、メジャリーグベースボール選手

## 教育

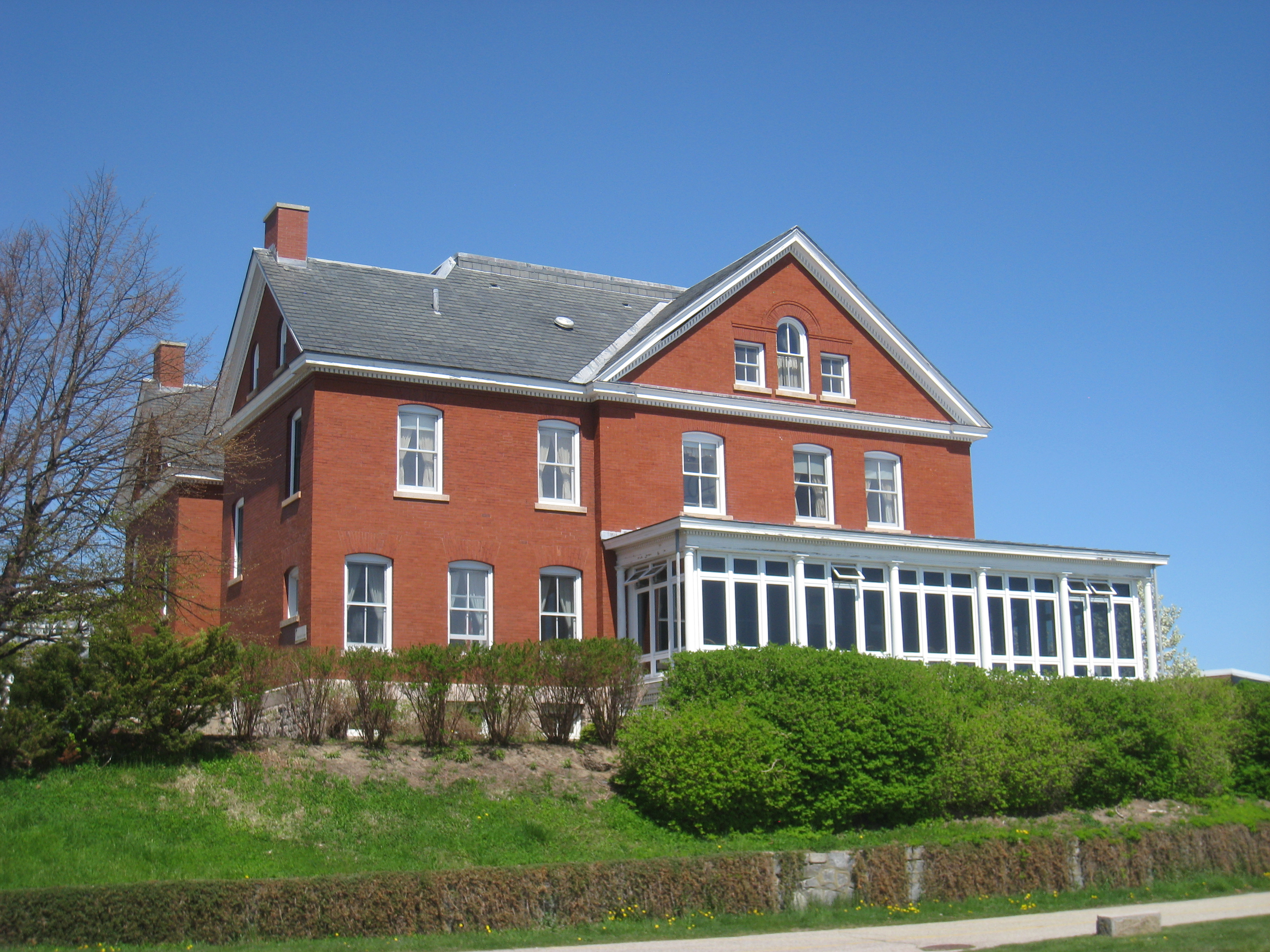
サザンメイン・コミュニティ・カレッジ

サウスポートランドの公立学校には小学校5校、中学校2校、高校1校がある。サウスポートランド高校では約1,000人が学んでいる。市内には私立学校も2校ある。
高等教育機関としては、アンドーバー・カレッジ、ハッソン大学サウスポートランド・キャンパス、ニューイングランド・バイブル・カレッジおよびサザンメイン・コミュニティ・カレッジがある。

## メディア
市内のニュースを報道する幾つかの地元メディア・グループがある。「サウスポートランド・セントリー」は市内の行事やニュースをカバーする無料新聞を発行している。購読数は17,000部であり、住民に無料で配られている。「ザ・カレント」や「ザ・フォアキャスター」のような地域新聞はサウスポートランドの問題や行事をカバーしており、ケイプ・エリザベスやスカーボローにも配布されている。市がスポンサーとなっている地元テレビ局、SPC-TV があり、タイム・ワーナー・ケーブルの2チャンネルで放映されている。
- The South Portland Sentry
- The Current
- The Forecaster (Southern Edition)